# Новичи
Новичи (укр. Новичі) — село в Шепетовском районе Хмельницкой области Украины.
Население по переписи 2001 года составляло 280 человек. Почтовый индекс — 30437. Телефонный код — 3840. Занимает площадь 0,085 км². Код КОАТУУ — 6825585601.

## Местный совет
30437, Хмельницкая обл., Шепетовский р-н, с. Новичи